# Roland Bergkamp
Roland Bergkamp (Amstelveen, Países Bajos, 3 de abril de 1991), futbolista neerlandés. Juega de delantero y su actual equipo es el Rochdale AFC de la Football League One de Inglaterra.

## Clubes
| Club                   | País         | Año       |
| ---------------------- | ------------ | --------- |
| S. B. V. Excelsior     | Países Bajos | 2009-2011 |
| Brighton & Hove Albion | Inglaterra   | 2011      |
| Rochdale A. F. C.      | Inglaterra   | 2011-2012 |
| Brighton & Hove Albion | Inglaterra   | 2012      |
| VVV-Venlo              | Países Bajos | 2012-2013 |
| F. C. Emmen            | Países Bajos | 2013-2015 |
| Sparta Rotterdam       | Países Bajos | 2015-Act. |